# Jan Mielniczak
Jan Mielniczak (ur. 11 grudnia 1954 w Poznaniu, zm. 13 sierpnia 2016 tamże) – polski hokeista na trawie, olimpijczyk z Moskwy 1980.
Zawodnik grający na pozycji napastnika. Zawodnik klubów Grunwaldu Poznań (lata 1966-1974) oraz Pocztowca Poznań, z którym to klubem zdobył w latach 1979, 1981-1983, 1988 tytuł mistrza Polski na otwartym stadionie, a w roku 1981 w hali.
Najlepszy strzelec rozgrywek ligowych i zdobywca "Złotej laski" w latach 1983-1985, 1988.
W reprezentacji Polski rozegrał 57 spotkań zdobywając w nich 19 bramek.
Uczestnik mistrzostw świata w roku 1975 w Kuala Lumpur, na których Polska zajęła 10. miejsce.
Brał udział w igrzyskach olimpijskich w Moskwie w których Polska zajęła 4. miejsce.
Został pochowany na cmentarzu Miłostowo w Poznaniu (pole 45, kwatera 2, rząd 10, grób 28).

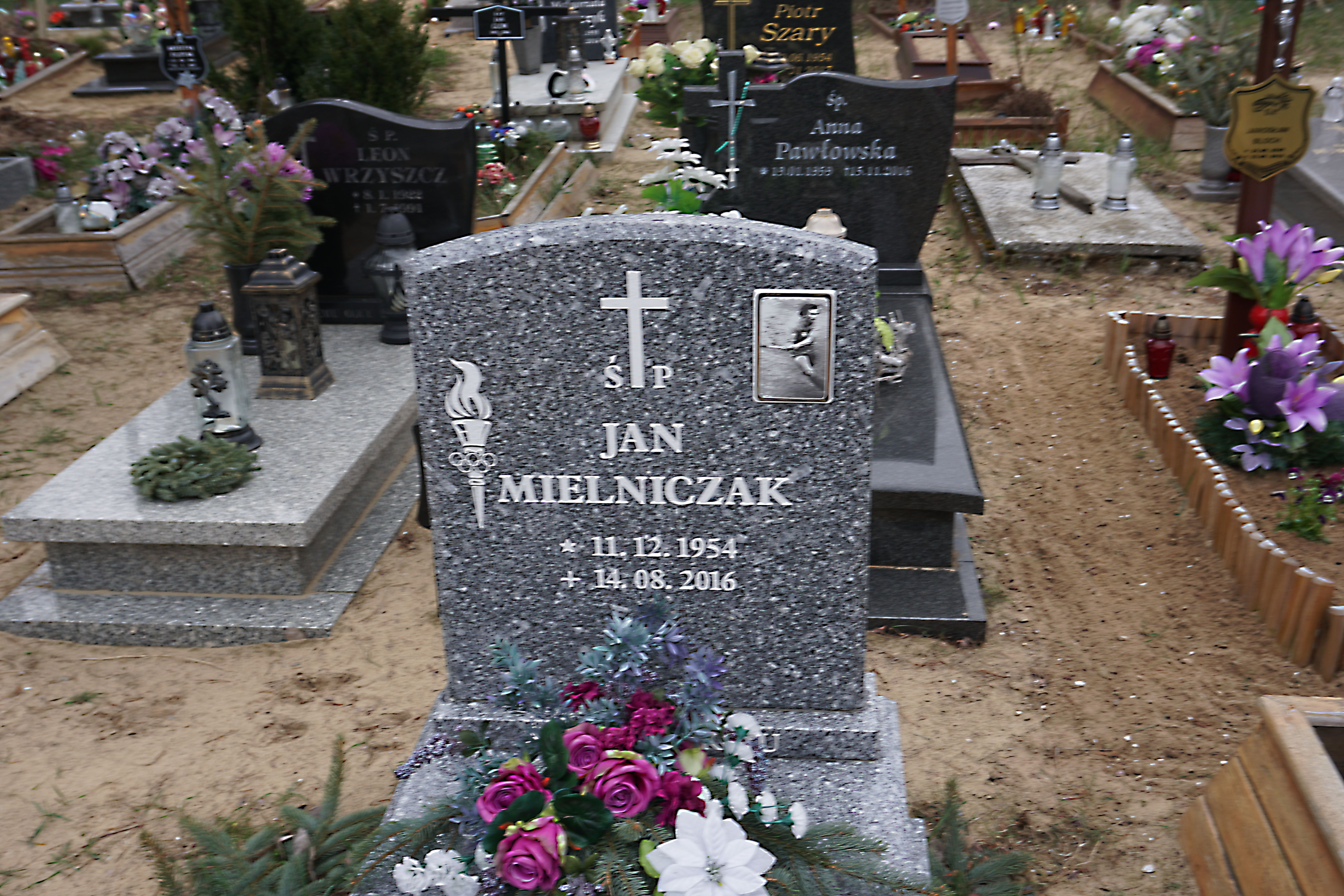
Grób Jana Mielniczaka na cmentarzu Miłostowo w Poznaniu